# Mirtil (poeta)
Mirtil (en llatí Myrtyllus, en grec antic Μυρτίλος) fou un poeta còmic grec, germà d'Hermip d'Atenes. Suides ha conservat els títols de dues de les seves obres: Τιτανόπανες (Els Titans) i Ἔρωτες (Els erotes). A L'obra Els Titans ridiculitza els choregos de Mègara i les seves extravagants produccions a l'escena.